# Щудровская палатка
Щудровская палатка — старейшее из сохранившихся до наших дней кирпичных зданий в Иванове. Памятник архитектуры федерального значения
Один из символов города. Считается уникальным, не имеющим аналогов в соседних областях, примером гражданской каменной архитектуры XVII века. Находится в центре города между улицами 10 Августа и Красногвардейской, в непосредственной близости от площади Революции.

## Описание
Здание построено в конце XVII века в урочище ручья Кокуй как приказная изба для управляющих селом Иваново. Существует версия, что автором проекта был крепостной зодчий Черкасских П. С. Потехин. Главным был южный фасад (со стороны нынешней улицы Красногвардейской), так как он наиболее богато декорирован. Причём на месте современной улицы Красногвардейской в те времена находился овраг, отходивший от оврага Кокуя. Место перед приказной избой несомненно было людным.
Окна обрамлены фигурными наличниками с килевидными завершениями, над цоколем проходит орнаментальный пояс. В здании имеются две комнаты, большая и малая. В первой принимали посетителей, там же хранились записные книги, в которых вёлся учёт оброка с крестьян. Во второй сидел приказчик князей Черкасских, которым тогда принадлежало село.
В 1-й половине или в середине XIX века приказная изба перешла во владение О. И. Щудрова, который приспособил её под набойный корпус, надстроив ещё два этажа, на последнем этаже размещались вешала для сушки ткани. Таким образом, здание стало четырёхэтажным. В 1860-х годах четвёртый этаж был демонтирован и здание стало жилым. В 1912 году Щудровы сдавали здание в аренду под производство ваты. Затем в нём были складские помещения. В 1916 году вешала были сняты.
В 1926 году по инициативе губернского музея здание поставили под охрану как памятник архитектуры. Здание в середине XX века было жилым. Запланированная ещё до войны реставрация началась только в 1964 году и закончена была к 1988 году: были демонтированы лишние этажи, восстановлена древняя форма кровли, был раскопан цокольный этаж, ушедший под землю, но вскоре его снова закопали в виду близости грунтовых вод. В 2010 году в Щудровской палатке открыта частная выставка фарфоровых и фаянсовых скульптур. В настоящее время Щудровская палатка является отделом Ивановского историко-краеведческого музея им. Д. Г. Бурылина.
Ивановский краевед, доктор философских наук, М. Ю. Тимофеев, указывает в своей статье:

Побелка скрыла красный кирпич, сделав небольшой домик похожим на псковские белокаменные древности. Как ни прискорбно сознавать, но эта малая крупица ивановского зодчества XVII века по гамбургскому счёту является новоделом.
— Ивановская азбука, или Город от А до Я

1920-е гг.
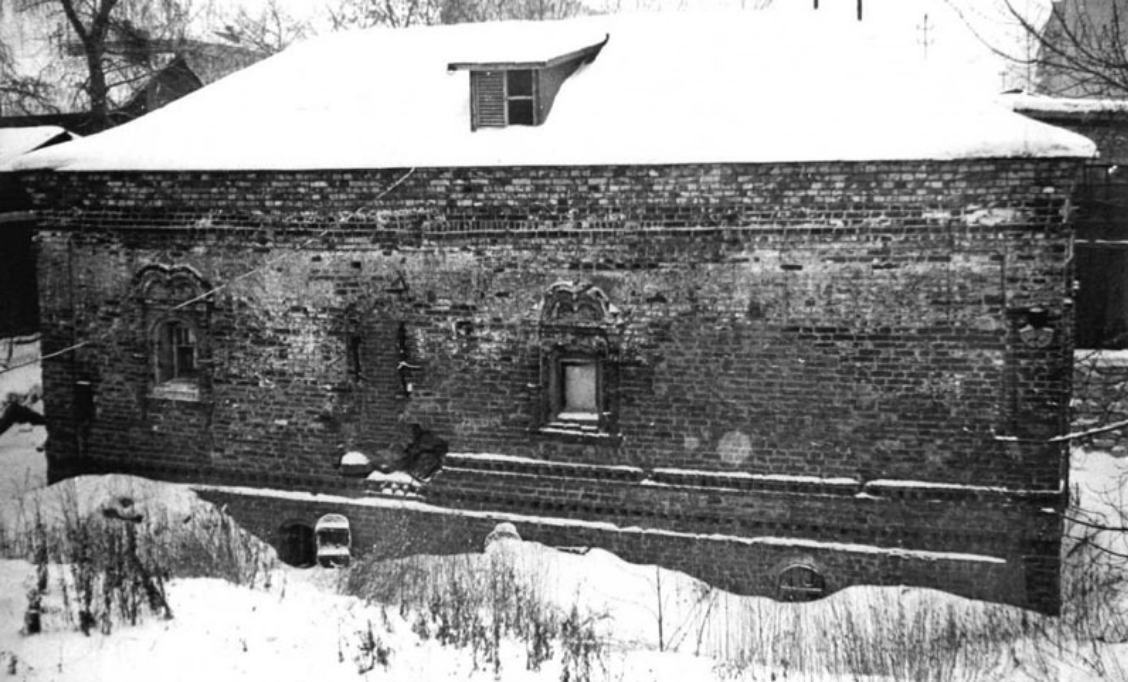
1964—1973 гг.
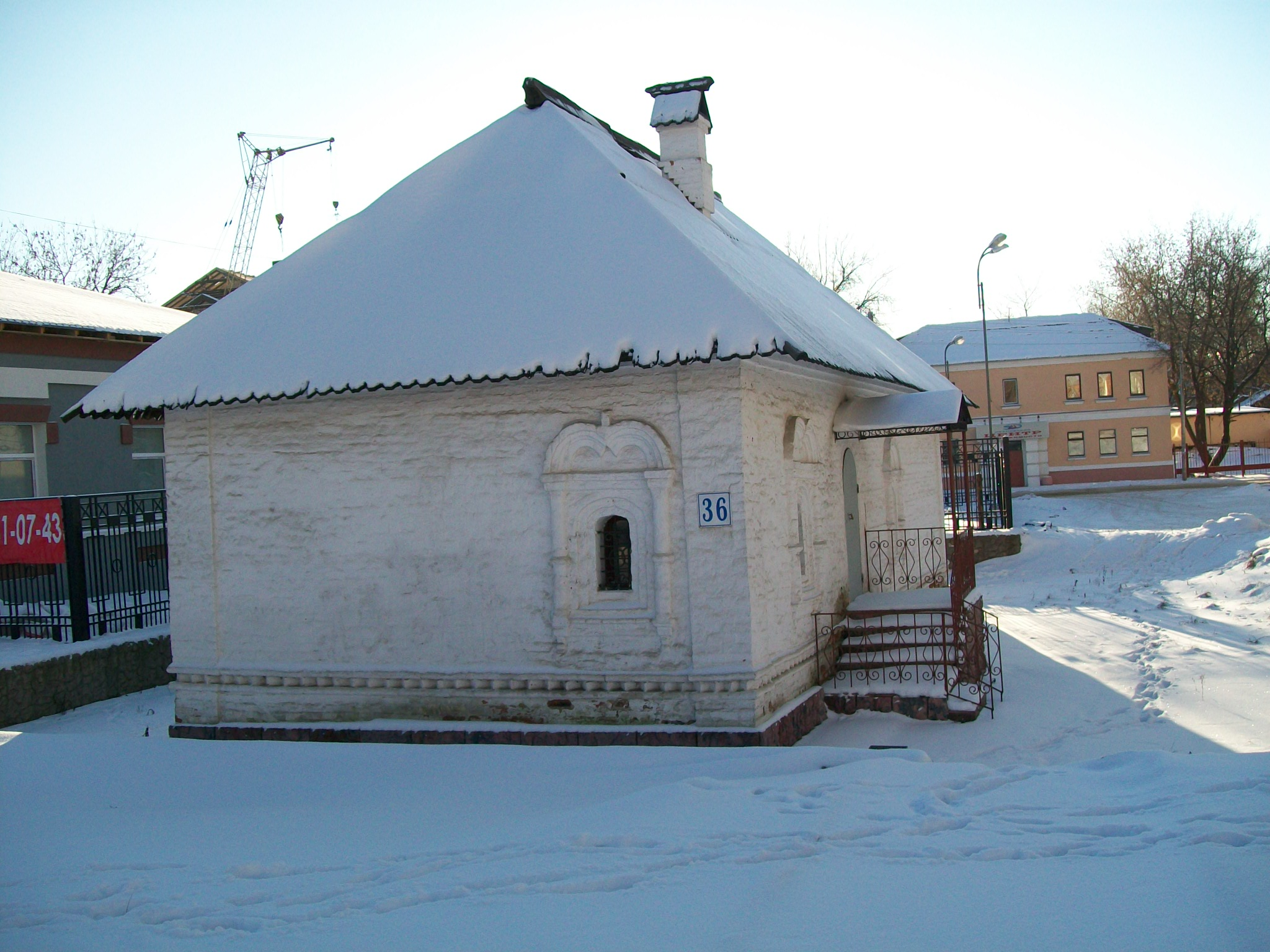
2009 г.